# إيدي كانتور
إيدي كانتور (الروسية: Eddie Cantor) (و. 1892 – 1964 م) هو مغني، وكاتب سيناريو، وكاتب أغاني، وكاتب سير ذاتية، وراقص، وممثل مسرحي، وممثل أفلام، ونقابي أمريكي، ولد في مانهاتن، توفي في بيفرلي هيلز كاليفورنيا، عن عمر يناهز 72 عاماً، بسبب نوبة قلبية.

## جوائز
حصل على جوائز منها:
- جائزة إنجاز الحياة لنقابة ممثلي الشاشة  [لغات أخرى]‏.

## وصلات خارجية
- إيدي كانتور على موقع IMDb (الإنجليزية)
- إيدي كانتور على موقع الموسوعة البريطانية (الإنجليزية)
- إيدي كانتور على موقع روتن توميتوز (الإنجليزية)
- إيدي كانتور على موقع ألو سيني (الفرنسية)
- إيدي كانتور على موقع ميوزك برينز (الإنجليزية)
- إيدي كانتور على موقع تيرنر كلاسيك موفيز (الإنجليزية)
- إيدي كانتور على موقع أول موفي (الإنجليزية)
- إيدي كانتور على موقع قاعدة بيانات برودواي على الإنترنت (الإنجليزية)
- إيدي كانتور على موقع قاعدة بيانات الأفلام السويدية (السويدية)
- إيدي كانتور على موقع إن إن دي بي (الإنجليزية)